# Desa Paniis (administrativ by i Indonesien, Jawa Barat, lat -6,81, long 108,45)
Desa Paniis är en administrativ by i Indonesien.   Den ligger i provinsen Jawa Barat, i den västra delen av landet, 190 km öster om huvudstaden Jakarta.